# Arrondissement Metz-Campagne

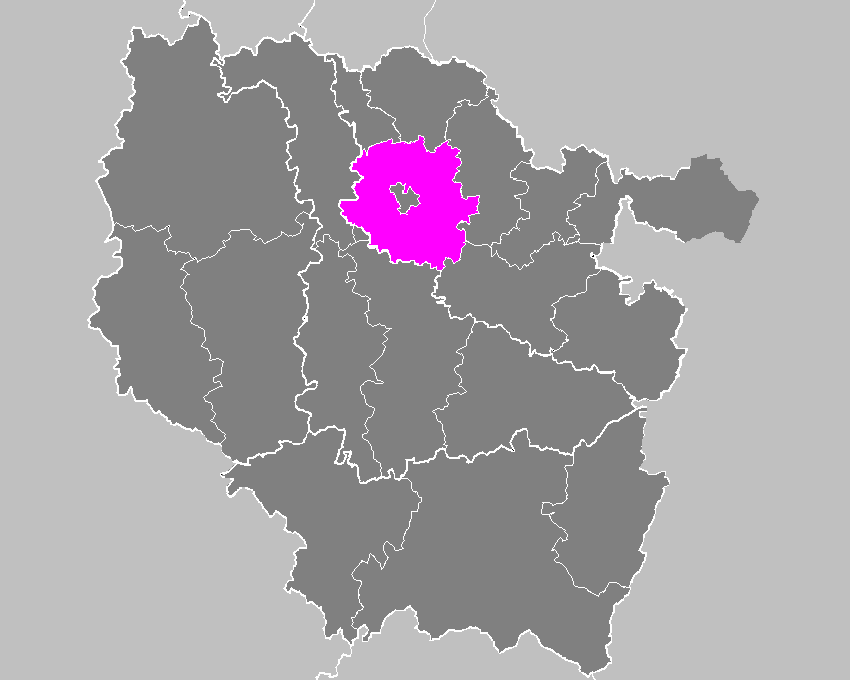
Lage in Lothringen

Das Arrondissement Metz-Campagne (deutsch Metz-Land bzw. Landkreis Metz) war eine Verwaltungseinheit des Départements Moselle innerhalb der französischen Region Lothringen. Hauptort (Präfektur) war Metz.
Es bestand aus neun Kantonen und 142 Gemeinden. Die Fläche betrug 1052 Quadratkilometer, die Einwohnerzahl (2011) 221.728, die Bevölkerungsdichte 211 Einwohner pro Quadratkilometer. Am 1. Januar 2015 wurde es mit dem Arrondissement Metz-Ville, das nur die Stadt Metz umfasste, zum neuen Arrondissement Metz zusammengeschlossen.

## Kantone
- Ars-sur-Moselle
- Maizières-lès-Metz
- Marange-Silvange
- Montigny-lès-Metz
- Pange
- Rombas
- Verny
- Vigy
- Woippy